# Lisa Gherardini
Lisa Gherardini (Florence, 15 juni 1479 – aldaar, 15 juli 1542) was de echtgenote van de Florentijnse zakenman Francesco del Giocondo. Naar alle waarschijnlijkheid is ze de dame die Leonardo da Vinci afbeeldde op het wereldberoemde portret de Mona Lisa.

## Leven
Over de levensloop van Lisa Gherardini is niet veel bekend. Op vijftienjarige leeftijd werd ze in 1495 de derde vrouw van de laken- en zijdehandelaar Francesco del Giocondo. Als bruidsschat bracht ze 170 florijnen mee en de boerderij San Silvestro. Ze had met Del Giocondo vijf gedoopte kinderen. In 1521 werd hun dochter Marietta non in het gerenommeerde klooster Sant'Orsola. Toen haar echtgenoot in 1538 overleed aan de pest, ging Gherardini ook in dat klooster wonen. Ze leefde er nog enkele jaren en werd er begraven.

## Mona Lisa
Lisa Gherardini stond naar alle waarschijnlijkheid model voor het portret Mona Lisa van Leonardo da Vinci. Deze traditionele visie, gebaseerd op Giorgio Vasari en Antonio de Beatis, is in 2008 bevestigd door de vondst van een handgeschreven notitie in een incunabel van de Universitätsbibliothek Heidelberg (signatuur D 7620 qt. INC), waarin de florentijnse beambte Agostino Vespucci in oktober 1503 berichtte over een portret van Lisa del Giocondo door Leonardo.
Mona is een verkorte vorm van Madonna, een beleefde aanspreektitel die te vertalen is als 'Mijn Vrouwe'. Wegens de naam van haar echtgenoot staat het schilderij ook bekend als la Gioconda, wat de vrouwelijke Giocondo betekent. Giocondo betekent in het Italiaans opgewekt; la Gioconda betekent dus ook opgewekte vrouw.
Gherardini is op het portret afgebeeld als een deugdzame vrouw. Op het moment van de opdracht in 1503 was haar tweede zoon Andrea net geboren en kocht haar man een gezinswoning. Da Vinci werkte aan het portret tot 1505 en misschien nog langer. Hij kreeg nooit betaald en heeft het werk niet geleverd. Bij zijn dood was het nog steeds in zijn bezit.
Naast het origineel bestaat er ook een eigenhandige kopie op doek van het portret en ook een atelierkopie gemaakt onder toezicht van de meester:

Mona Lisa
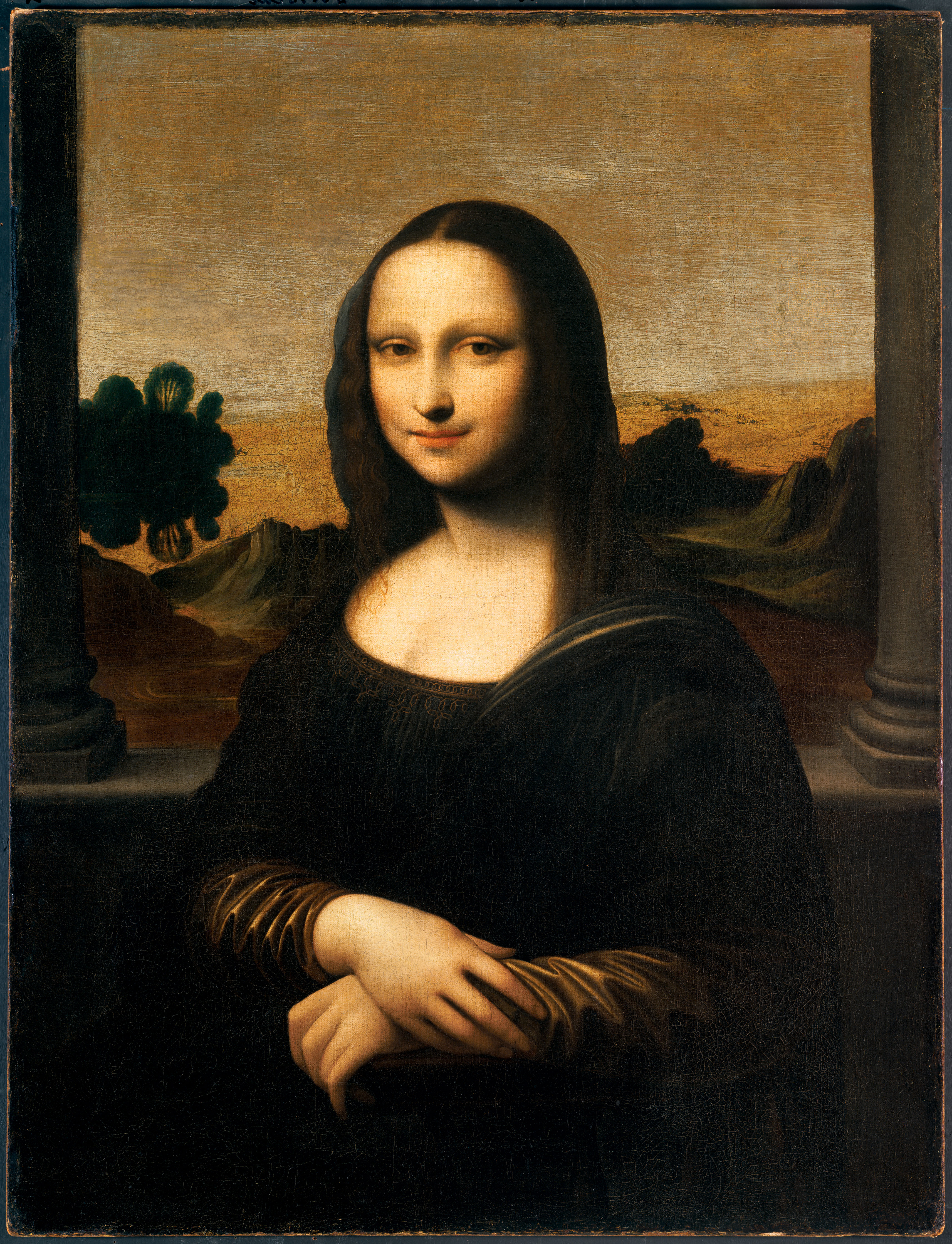
Mona Lisa van Isleworth
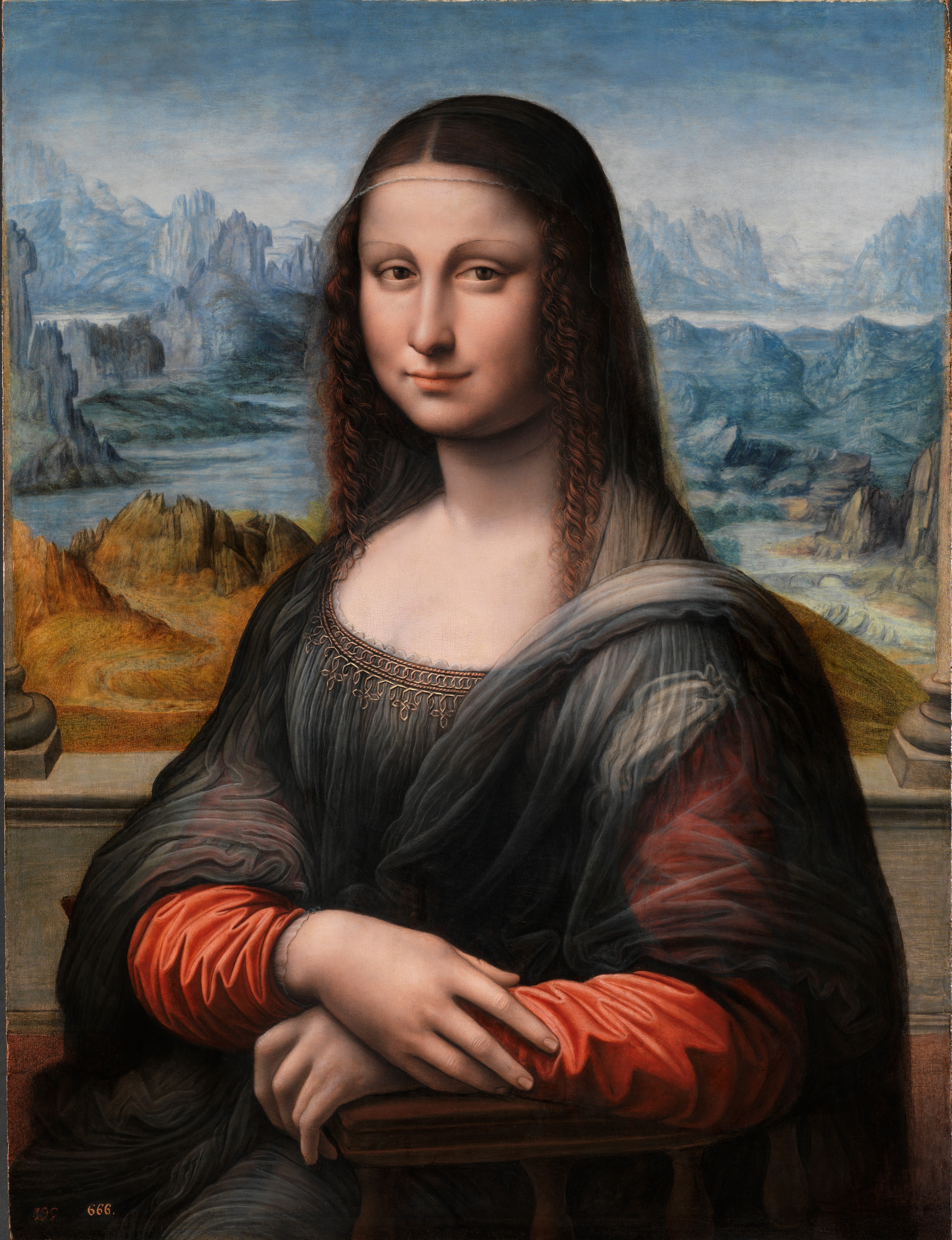
Mona Lisa van het Prado

## Grafvondst
Italiaanse archeologen menen de resten te hebben gevonden van Lisa Gherardini. In een graf in het voormalige klooster Sant'Orsola in Florence werden een schedel en enkele ribben en wervels gevonden. De archeologen zeggen dat ze het graf hebben gevonden dankzij oude documenten. Om erbij te komen moesten ze door een betonnen vloer breken die was aangelegd toen het klooster werd omgebouwd tot militaire kazerne.
Op 9 augustus 2013 werd ook het graf geopend van de man en de twee zonen van Lisa Gherardini del Giocondo in de Basilica della Santissima Annunziata in Florence. Van het aangekondigde DNA-onderzoek zijn geen resultaten verschenen.